# Vice primo ministro di Malta
Il vice primo ministro di Malta  (in maltese: viċi prim ministru) è la seconda più importante carica del governo di Malta dopo il primo ministro.

## Funzioni costituzionali
Durante l'assenza temporanea del Primo Ministro, il vice primo ministro può assumere le funzioni di primo Ministro

## Elenco dei vice primi ministri
La carica di vice primo ministro è stata creata nel 1947 ma non venne assegnata tra il 1949 ed il 1971.
| Vice Primo Ministro          | Vice Primo Ministro | Vice Primo Ministro    | Mandato | Mandato        | Mandato      | Partito politico     |
| #                            | Ritratto            | Nome                   | #       | Inizio mandato | Fine mandato | Partito politico     |
| ---------------------------- | ------------------- | ---------------------- | ------- | -------------- | ------------ | -------------------- |
| 1                            |                     | Dom Mintoff            |         | 1947           | 1949         | Partito Laburista    |
| Carica abolita (1949 - 1971) |                     |                        |         |                |              |                      |
| 2                            |                     | Anton Buttigieg        |         | 1971           | 1976         | Partito Laburista    |
| 3                            |                     | Agatha Barbara         |         | 1976           | 1981         | Partito Laburista    |
| 4                            |                     | Wistin Abela           |         | 1981           | 1983         | Partito Laburista    |
| 5                            |                     | Karmenu Mifsud Bonnici |         | 1983           | 1984         | Partito Laburista    |
| 6                            |                     | Guze Cassar            |         | 1984           | 1987         | Partito Laburista    |
| 7                            |                     | Guido de Marco         |         | 1987           | 1996         | Partito Nazionalista |
| 8                            |                     | George William Vella   |         | 1996           | 1998         | Partito Laburista    |
| 9                            |                     | Guido de Marco         |         | 1998           | 1999         | Partito Nazionalista |
| 10                           |                     | Lawrence Gonzi         |         | 1999           | 2004         | Partito Nazionalista |
| 11                           |                     | Tonio Borg             |         | 2004           | 2012         | Partito Nazionalista |
| Carica vacante (2012 - 2013) |                     |                        |         |                |              |                      |
| 12                           |                     | Louis Grech            |         | 2013           | 2017         | Partito Laburista    |
| 13                           |                     | Chris Fearne           |         | 2017           | 2024         | Partito Laburista    |
| 14                           |                     | Ian Borg               |         | 2024           | in carica    | Partito Laburista    |